# Самые быстрые в мире
«Самые быстрые в мире» (груз. ყველაზე სწრაფები მსოფლიოში) — грузинский советский фильм, являющийся сборником коротких юмористических историй (новелл). Премьера русскоязычной версии фильма на Центральном телевидении состоялась в новогодние праздники 1986 года.

## Общие сведения
Фильм основан на анекдотах, связанных со свойствами и обычаями населяющих Грузию народностей и в первую очередь жителей района Рача (в центральной части Грузии). В Грузии понятие «рачинец» воспринимается как синоним слову «тугодум». Рачинец, как правило, невозмутим и добродушен, но чтобы он начал что-то предпринимать — должна пройти масса времени; его прямой противоположностью является гуриец — энергичный, как на шарнирах, он действует гораздо быстрее, чем думает. Мегрел (мингрел) — хитрый и вороватый; сван — туповат, но воинствен, и так далее. Все эти клише безобидно обыгрываются в фильме.
Журнал Телевидение и радиовещание в рецензии на данный фильм отметил значительное место в грузинском кино иронии во всех её разновидностях — от добродушно-карнавальной до трагической, а также высокий профессионализм авторов фильма. По мнению автора статьи, фильм снят в редчайшей стилистике народного анекдота, восприятие которого в большой мере зависит от умения и таланта рассказчика.

Народная комедия не бывает чисто развлекательной, — в ней всегда, кроме юмора, есть место философии, мудрости, иронии.— Юлий Смелков

## Сюжет
Участниками событий являются рачинцы Марко́з, Романо́з и Бике́нтий. Объединяет короткие истории между собой ведущий-рассказчик, сам появляющийся на экране среди остальных героев. Общая тема фильма — для того, чтобы многое успеть в жизни, совсем не обязательно торопиться. Так, по замыслу авторов фильма, Христофор Колумб, приплыв в Америку, обнаружил там рачинцев, которые объяснили ему, что он попал отнюдь не в Индию. Через весь фильм проходит также история марафонского забега, за время которого неторопливый рачинец успел обзавестись женой и четырьмя детьми. Заканчивается фильм словами рассказчика, что рачинцы — народ незлобивый, и все эти истории они придумали о себе сами.

## Съёмочная группа
- Режиссёр-постановщик: Гия Матарадзе[4]
- Авторы сценария: Амиран Чичинадзе, Гия Матарадзе
- Оператор: Лери Мачаидзе
- Художник-постановщик: Георгий Микеладзе
- Композитор: Гомар Сихарулидзе

## В ролях

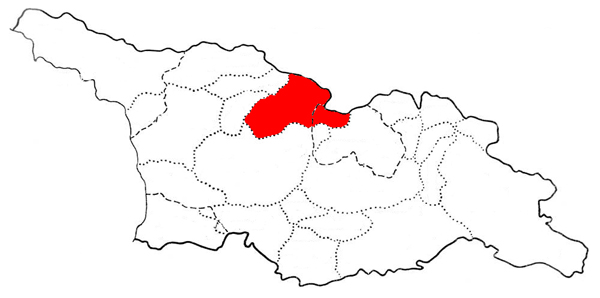
Рача на карте Грузии

| - Рамаз Гиоргобиани — ведущий - Зураб Капианидзе — Маркоз - Гиви Берикашвили — Романоз - Тристан Саралидзе — Бикентий - Шота Схиртладзе — Датуника - Амиран Буадзе — Абибо Санделадзе, марафонец - Заза Кашибадзе — Апрасион Рачвелишвили, повар-марафонец - Нестан Шария — Деспине - Гурам Пирцхалава — Христофор Колумб/спорщик/судья - Марина Кахиани — царица - Заза Колелишвили — царь/милиционер - Важа Пирцхалаишвили - Бердия Инцкирвели — моряк из команды Колумба - Акакий Хидашели — пассажир в поезде | - Бесо Хидашели — человек, поедающий грибы - Джемал Гаганидзе — кахетинец/пассажир в поезде - Зураб Стуруа — имеретинец/пассажир в поезде - Отар Зауташвили — бандит - Алеко Алавидзе - Малхаз Алавидзе - Гулчина Дадиани — родственница на свадьбе - Натела Микеладзе - Вано Сакварелидзе — охотник, посетитель магазина - Вахтанг Тандилашвили - Эльдар Сахлтхуцишвили - Гурам Гогуа — звукооператор - Вахтанг Матарадзе — Челтиспирели - Лаша Цинцадзе |